# Horváth-Márjánovics Diána
Horváth-Márjánovics Diána (Győr, 1988. július 11. –) irodalomtörténész, kritikus.

## Élete
2007-ben a győri Révai Miklós Gimnázium humán–német szakán érettségizett. Mesterdiplomáit 2013-ban szerezte meg a Pécsi Tudományegyetem Bölcsészettudományi Kar magyar nyelv és irodalom szakának irodalomtudomány szakirányán, illetve esztétika mesterképzési szakon. Tanulmányait a PTE BTK Irodalomtudományi Doktori Iskolájának ösztöndíjas doktoranduszaként folytatta, 2020-ban szerzett doktori fokozatot.
2010 és 2013 között a Kerényi Károly Szakkollégium tagja, az első évben operatív ügyekért felelős tanácstag, a 2014/2015-ös tanévben szakkollégiumi mentor. Szakmai gyakorlatát a Jelenkor folyóiratnál töltötte, 2015-ben a folyóirat szerkesztőségi munkatársa.
2018-tól az MTA Bölcsészettudományi Kutatóközpont Irodalomtudományi Intézetének tudományos segédmunkatársa és a Literatura folyóirat technikai szerkesztője.
2020-tól a Műhely folyóirat kritikarovatának szerkesztője.
2022-től a Mészöly Miklós Egyesület elnöke.

## Publikációi
Számos publikáció szerzője, melyek elérhetőek a Magyar Tudományos Művek Tára adatbázisában.
- Önálló kötet: Örökölt blende. Példázatos irodalom és a Mészöly-hagyaték. Kijárat Kiadó, Budapest, 2021.

## Díjak, ösztöndíjak
- 2010: Kari Tudományos Diákköri Konferencia, Esztétika szekció, II. helyezett
- 2011: Országos Tudományos Diákköri Konferencia, Esztétika Szekció, II. helyezett
- 2012: Kari Tudományos Diákköri Konferencia Esztétika szekció, I. helyezett
- 2013: Országos Tudományos Diákköri Konferencia, Esztétika Szekció, III. helyezett
- 2012/2013: Köztársasági Ösztöndíj
- 2014-2017: PTE BTK, PhD-ösztöndíj
- 2015: a Nemzetközi Összehasonlító Irodalomtudományi Társaság Vajda György Mihály-díja
- 2015: a Campus Hungary és a Balassi Intézet ösztöndíja, Bécs (tanulmányút)
- 2015: a Campus Hungary és a Balassi Intézet ösztöndíja, Groningen (nyári egyetem)
- 2016: a Campus Mundi és a Tempus Közalapítvány ösztöndíja, Eszék (tanulmányút)

## Tagság
- 2010-2015: Sensus csoport
- 2010-2013: Kerényi Károly Szakkollégium
- 201-2019: József Attila Kör
- 2018 - Mészöly Miklós Egyesület